# NGC 137
NGC 137 es una galaxia lenticular localizada en la constelación de Piscis. Fue descubierta por William Herschel el 23 de noviembre de 1785. John Dreyer la describió como "figura débil, irregular, un poco más brillante en el medio".